# Thomas Boni Yayi
Thomas Boni Yayi (sinh ngày 1 tháng 7 năm 1952) là giám đốc ngân hàng, chính trị gia Bénin, đảm nhiệm vai trò Tổng thống Benin từ ngày 6 tháng 4 năm 2006. Ông nhậm chức sau khi giành chiến thắng trong cuộc bầu cử tổng thống tháng 3 năm 2006 và tái đắc cử nhiệm kỳ lần thứ 2 vào tháng 3 năm 2011. Ông từ là chủ tịch Liên minh châu Phi từ ngày 29 tháng 1 năm 2012 đến ngày 27 tháng 1 năm 2013.
Vào tháng 9 năm 2021, Patrice Talon và Thomas Boni Yayi, những đồng minh chính trị đã trở thành kẻ thù thân thiết, gặp nhau tại Cung điện Marina ở Cotonou. Trong buổi họp tête-à-tête này, Thomas Boni Yayi đã trình bày với Patrice Talon một loạt đề xuất và yêu cầu, đặc biệt liên quan đến việc trả tự do cho “những người bị giam giữ chính trị”.